# میگل لوپز ده لگازپی
میگل لوپز ده لگازپی (اسپانیایی: Miguel López de Legazpi‎; زاده ۱۵۰۲ - درگذشت ۲۰ اوت ۱۵۷۲) فرماندار کل هند شرقی اسپانیا از سال ۱۵۶۵ تا ۱۵۷۲ میلادی بود.
وی مسافرت‌هایی دریایی را از قاره آمریکا و کشور مکزیک در سال ۱۵۲۸ آغاز کرد و چندین سال در مکزیکو سیتی زندگی کرد، در سال ۱۵۶۴ لوئیس ده ولاسکو برای جستجو برای یافتن جزایر ملوک که قبلاً توسط فردیناند ماژلان و روی لوپز ده ویالوبوس کشف شده بود لگازپی را انتخاب کرد و دستور آن فیلیپ دوم اسپانیا صادر شده بود.
لگازپی در نوامبر ۱۵۶۵ به‌همراه پنج کشتی و ۵۰۰ ملوان از خالیسکو، مکزیک سفر خود را در اقیانوس آرام شروع کرده و ۹۳ روز بعد جزایر ماریانا رسیدند و در آنجا در مدت کوتاهی منابع خود را تامین کردند و در ۲۲ فوریه ۱۵۶۵ به جزیره سامار وارد شدند.